# Slate Springs
Slate Springs es una villa del Condado de Calhoun, Misisipi, Estados Unidos. Según el censo de 2000 tenía una población de 121 habitantes y una densidad de población de 32.4 hab/km².

## Demografía
Según el censo de 2000, había 121 personas, 49 hogares y 34 familias residiendo en la localidad. La densidad de población era de 32,4 hab./km². Había 63 viviendas con una densidad media de 16,9 viviendas/km². El 96,69% de los habitantes eran blancos, el 0,83% afroamericanos, el 0,83% amerindios y el 1,65% pertenecía a dos o más razas. El 0,83% de la población eran hispanos o latinos de cualquier raza.
Según el censo, de los 49 hogares en el 24,5% había menores de 18 años, el 59,2% pertenecía a parejas casadas, el 8,2% tenía a una mujer como cabeza de familia y el 30,6% no eran familias. El 28,6% de los hogares estaba compuesto por un único individuo y el 16,3% pertenecía a alguien mayor de 65 años viviendo solo. El tamaño promedio de los hogares era de 2,47 personas y el de las familias de 3,00.
La población estaba distribuida en un 24,0% de habitantes menores de 18 años, un 9,1% entre 18 y 24 años, un 28,9% de 25 a 44, un 24,8% de 45 a 64 y un 13,2% de 65 años o mayores. La media de edad era 34 años. Por cada 100 mujeres había 98,4 hombres. Por cada 100 mujeres de 18 años o más, había 87,8 hombres.
Los ingresos medios por hogar en la localidad eran de 26.875 dólares ($) y los ingresos medios por familia eran 39.375 $. Los hombres tenían unos ingresos medios de 30.417 $ frente a los 20.417 $ para las mujeres. La renta per cápita para la ciudad era de 11.322 $. El 27,3% de la población y el 26,3% de las familias estaban por debajo del umbral de pobreza. El 36,2% de los menores de 18 años y el 58,3% de los habitantes de 65 años o más vivían por debajo del umbral de pobreza.

## Geografía
Según la Oficina del Censo de los Estados Unidos, la localidad tiene un área total de 3,7 km², todos ellos correspondientes a tierra firme.